# Powiat Ohre
Powiat Ohre (niem. Ohrekreis) – był do 1 lipca 2007 powiatem w niemieckim kraju związkowym Saksonia-Anhalt. Wraz z powiatem Börde (niem. Bördekreis) stworzył nowy powiat Börde (niem. Landkreis Börde).
Stolicą powiatu Ohre było Haldensleben.

## Miasta i gminy
- 1. Haldensleben, miasto (19.618)
- 2. Barleben (9.267)
- 3. Niedere Börde (7.680)

Wspólnoty administracyjne
| - 1. Wspólnota administracyjna Elbe-Heide 1. Angern (1.337) 2. Bertingen (197) 3. Born (239) 4. Burgstall (644) 5. Colbitz (3.419) 6. Cröchern (282) 7. Dolle (571) 8. Glindenberg (1.346) 9. Heinrichsberg (381) 10. Hillersleben (844) 11. Loitsche (679) 12. Mahlwinkel (613) 13. Neuenhofe (774) 14. Rogätz (2.219) 15. Sandbeiendorf (280) 16. Wenddorf (117) 17. Zielitz (2.013) - 2. Wspólnota administracyjna Hohe Börde 1. Ackendorf (418) 2. Bebertal (1.653) 3. Bornstedt (459) 4. Eichenbarleben (1.169) 5. Groß Santersleben (1.050) 6. Hermsdorf (1.601) 7. Hohenwarsleben (1.577) 8. Irxleben (2.370) 9. Niederndodeleben (4.204) 10. Nordgermersleben (921) 11. Ochtmersleben (571) 12. Rottmersleben (749) 13. Schackensleben (715) 14. Wellen (1.267) | - 3. Wspólnota administracyjna Flechtingen 1. Alleringersleben (449) 2. Altenhausen (369) 3. Bartensleben (344) 4. Beendorf (968) 5. Behnsdorf (657) 6. Belsdorf (196) 7. Böddensell (243) 8. Bregenstedt (549) 9. Bülstringen (788) 10. Döhren (220) 11. Eimersleben (480) 12. Emden (298) 13. Erxleben (1.300) 14. Eschenrode (174) 15. Everingen (184) 16. Flechtingen (1.805) 17. Hakenstedt (577) 18. Hödingen (277) 19. Hörsingen (625) 20. Ivenrode (510) 21. Morsleben (348) 22. Ostingersleben (269) 23. Schwanefeld (287) 24. Seggerde (102) 25. Siestedt (588) 26. Süplingen (1.026) 27. Uhrsleben (476) 28. Walbeck (806) 29. Weferlingen, Flecken (2.313) | - 4. Wspólnota administracyjna Oebisfelde-Calvörde 1. Berenbrock (284) 2. Bösdorf (461) 3. Calvörde (1.777) 4. Dorst (174) 5. Eickendorf (200) 6. Etingen (512) 7. Grauingen (157) 8. Kathendorf (267) 9. Klüden (299) 10. Mannhausen (285) 11. Oebisfelde, miasto (7.295) 12. Rätzlingen (790) 13. Velsdorf (197) 14. Wegenstedt (398) 15. Wieglitz (191) 16. Zobbenitz (344) - 5. Wspólnota administracyjna Wolmirstedt 1. Farsleben (966) 2. Wolmirstedt, miasto (10.369) |